# Тип 11 (пушка)
37 мм пушка поддержки пехоты Тип 11 (十 一年 式 平 射 歩 兵 砲 Jyūiichinen-shiki Heisha hoheihō) — орудие поддержки пехоты, использовавшееся японской армией во время Второй японо-китайской войны и Второй мировой войны. Номер «11» был присвоен этому оружию по 11-му году правления императора Тайсё, что эквивалентно 1922 году по Григорианскому календарю.

## История и разработка
В годы Первой мировой войны специфика траншейной войны привела к созданию особого вида артиллерии — траншейных пушек калибра 37 и 47-мм. Они появились, когда возникла необходимость оснащения подразделений пехоты в звене «взвод — рота» легкой пехотной пушкой для борьбы с пулеметами и огневыми точками. Орудия подобного типа появились в ряде европейских стран — русская 37-мм траншейная пушка образца 1915 года, австрийское Infanteriegeschütz M.15, французское 37mm mle.1916 и др.
Полковое орудие Тип 11 вступило в строй в 1922 году. Оно предназначалось для использования против укреплённых позиций и легких танков противника, а в форме танкового орудия использовался для оснащения некоторых ранних японских танков (японский Renault NC27 и ранний прототип среднего танка Тип 89 I-Go). В начале войны на Тихом океане Тип 11 был в значительной степени заменен 37-мм противотанковым орудием Тип 94.

## Устройство
Пушка Тип 11 имела ствол моноблок, затвор — вертикальный клиновой. Пушка не имела автоматики и процесс открытия и закрытия затвора производилось вручную, что негативно сказывалось на скорострельности орудия.
Масса тела пушки равнялась 33-35 кг, вместе с лафетом — около 90 — 100 кг . Противооткатные устройства состояли из гидравлического тормоза отката и пружинного накатника. Качающаяся часть орудия монтировалась на лафете с жестко закрепленными двумя задними станинами, и передней станиной, с изменяемой высотой. Подъемный и поворотный механизм — винтового типа. Горизонтальная наводка на цель осуществлялась непосредственно поворотом вращающейся части пушки. На лафете мог монтироваться легкий стальной щит толщиной 3 мм, предназначавшийся для защиты расчета от пуль стрелкового оружия и осколков артиллерийских снарядов.
В походном положении пушка перевозилась на тележке одной лошадью, в условиях боевых действий орудие переносилось шестью солдатами из расчёта. Для переноски силами расчёта, на лафете имелись кронштейны, в которых размещались шесты.

## Боевое применение
Каждому полку полагалось 4 пушки Тип 11. Каждое орудие было укомплектовано командой из 10 человек (командир расчёта, четыре артиллериста (двое из которых стояли в запасе на небольшом расстоянии от пушки), трое солдат носили боеприпасы, и двое бойцов, которые управляли лошадью, которая переносила орудие), и находились в контакте с штабом полка (как правило, до 300 метров) от полевого телефона или вестовых.
Пушка была эффективна на ранних этапах Второй японо-китайской войны, оказывая огневую поддержку пехоте и поражая различные типы укреплённых позиций, таких как ДОТы, пулеметные гнезда и легкобронированную технику. Однако малая скорость снаряда, малый калибр и низкий темп стрельбы быстро сделали Тип 11 бесполезными против танков союзников. Ввиду этого орудие редко использовалось за пределами резервных подразделений во время войны на Тихом океане.
В 1939 году в боях на р. Халхин-Гол приняли участие части 7-й и 23-й японских пехотных дивизий, оснащённые 37-мм пехотными орудиями тип 11, которые использовались, в основном, в качестве противотанковых. Несколько таких орудий стали трофеями РККА.